# Росинка (Могилёвская область)
Росинка (бел. Расінка) — деревня в составе Осиновского сельсовета Чаусского района Могилёвской области Белоруссии.

## Население
- 2010 год — 201 человек